# Lourenço Anes Fogaça
Lourenço Anes Fogaça ou Lourenço Eanes Fogaça (Portugal – 1490), cavaleiro e senhor da Quinta de Morfacém em Almada, foi o diplomata e chanceler-mor (1374-1399) português que negociou o Tratado de Windsor e que foi alcaide-mor de Lisboa.
"Foi um homem discreto, competente, eficaz e genuíno, que muito deu aos seus reis e à sua Pátria".

## Biografia
Terá recebido ordens sacras e a estudar Direito canónico mas sem o acabar.
Detém uma longa carreira no Desembargo. Tendo assumido as funções alvazil do cível de Lisboa (1366-1367), ouvidor (1368-72), vedor da Chancelaria (1373-83) e, sucedendo a Álvaro Pais, chanceler de D. Leonor Teles (1383-1384), e posteriormente no reinado de D. João I até à data da morte (1400†).
Ainda novo e já em funções de ouvidor real, a 10 de Novembro de 1372, o rei D. Fernando I de Portugal doa-lhe o reguengo de Carnaxide.
Com uma empenhada vida diplomática desde 1374 um dos principais delegados régios a Castela, a Inglaterra e a França. “Homem avisado e de boa autoridade” foi enviado a Castela em 1374 juntamente com Gonçalo Vasques de Azevedo para tratar do auxílio militar português, com cinco galés, na guerra contra Aragão.
A 29 de novembro de 1376 surge juntamente com Afonso Domigues, Gonçalo Vasques de Azevedo e Mestre João das Leis, seus companheiros no conselho régio, como testemunha da procuração concedida ao bispo de Coimbra, Pedro Tenório e a Aires Gomes da Silva, sobre o casamento de D. Beatriz com Fradique, filho bastardo de Henrique II de Castela.
Em junho de 1377 é enviado a França juntamente com o escrivão da puridade João Gonçalves Teixeira para efetuar uma aliança com o duque de Anjou contra o rei de Aragão, Pedro IV.
No mesmo ano a bula Accedit Nobis, de Gregório IX, diz ter sido enviado a Roma no âmbito do Cisma do Ocidente. Em 1380 desloca-se para fazer um acordo de apoio militar ao Conde de Cambridge. Em julho de 1381, vai de novo a Inglaterra, juntamente com Rui Cravo, escudeiro, no sentido de conseguir apoios dos ingleses para o confronto com Castela.
Foi testamenteiro de D. Fernando, tendo servido temporariamente D. Leonor Teles (1383-1384), acompanhando-a a Alenquer e a Santarém após a assassinato do Conde de Andeiro, mas aderiu pouco depois ao partido do Mestre de Avis, que o reconduziu nas funções de chanceler e conselheiro, assumindo uma posição pró-inglesa.
O novo rei arma-o cavaleiro na Sé de Lisboa e envia-o a Inglaterra, juntamente com o mestre da Ordem de Santiago, D. Fernando Afonso de Albuquerque, para aprofundar relações com aquele país e recrutar arqueiros, que depois resultou na mais antiga aliança que perdura na Europa.
Em 1387, pelos seus bons serviços, D. João I fez-lhe mercê da vila de Odemira e a 26 de abril de 1390 recebe a alcaidaria-mor da cidade de Lisboa "com todas as suas rendas, direitos e próis". Isso mais as rendas dos tabeliães de Lisboa.
Vemo-lo depois na negociação da tréguas com Castela que resultaram no acordo firmado em Monção, em 29 de Novembro de 1389 e por seis anos, de qual ele foi os responsável pela verificação e transladado do mesmo. Após isso, recebeu a mercê de senhor da Vidigueira e alcaide-mor de Lisboa, a 26 de Abril de 1390. Isso mais as rendas dos tabeliães de Lisboa, mais uma casa e adega na mesma cidade, perto da Igreja de São Nicolau, e mais tarde o coutamento das quintas de Sacarabotão, no campo de Salvaterra de Magos, e ainda de Pedra Alçada, em Monsaraz, proveniente de sua mulher.

## Dados genealógicos
Filho provável de mestre João Lourenço Fogaça, cónego de Lisboa, reitor da igreja de Santa Maria Madalena de Lisboa e físico de D. Maria, filha de D. Afonso IV de Portugal e rainha de Leão e Castela.
Casou com:
- 1.a vez, entre 1376 e 1381, com Maria Vasques.

- 2.º vez com Leonor Rodrigues Pereira ou Góis ( - 1448), filha de Álvaro Vasques da Pedra Alçada e de D. Violante Soares de Albergaria.[11] Neta paterna de Vasco Rodrigues de Nevhoo e de sua mulher Maria Vasques, por via de quem obteve a famosa quinta da Pedra Alçada.[12]

Tiveram:
- Pedro Fogaça ( - Abril de 1416), juiz do cível (1405-1406), senhor de Odemira como seu pai.[13] Sem geração.[14]
- Fernão Fogaça, senhor de Odemira depois de seu irmão ter morrido. Cónego prebendado de Lisboa que foi feito cavaleiro na tomada de Ceuta, escudeiro e morador na Casa do rei, a sua ligação primordial foi, no entanto, com o infante D. Duarte, de quem foi criado e vedor de sua Casa. Serão estas porventura as premissas que justificarão mais tarde a sua ascensão, no reinado eduardino, à chancelaria-mor e ao Conselho régio do monarca.[14] Terá casado com Leonor Dias Pais.[15]
- Álvaro Anes Fogaça, sucedeu ao senhorio de Odemira a seu irmão Fernão. Foi chanceler-mor de D. João I como seu pai. Sem descendênciaa.[16]
- João Fogaça,[14] escudeiro da Casa Real e fidalgo da Casa do infante D. João, que participou na Conquista de Ceuta e sendo o primeiro a saltar para terra nesse combate com os marroquinos.[17]